# 蓝刺头
蓝刺头（学名：Echinops davuricus）又名驴欺口，为菊科蓝刺头属的植物。分布于俄罗斯、蒙古以及中国大陆的宁夏、内蒙古、陕西、山西、河北、甘肃、东北等地，生长于海拔120米至2,200米的地区，常生长在山坡草地及山坡疏林下，目前尚未由人工引种栽培。

## 异名
- Echinops latifolius Tausch var. manshuricus (Kitag.) C. Y. Li

## 外部連結
- 禹州漏蘆 Yu Zhou Lou Lu （页面存档备份，存于） 中藥標本數據庫 (香港浸會大學中醫藥學院) （繁體中文）（英文）